# Bob Dole
Robert Joseph "Bob" Dole (Russell –Kansas–, 22 de juliol de 1923 – 5 de desembre de 2021) va ser un polític estatunidenc, Senador per Kansas (1969-1996) i candidat del Partit Republicà en les Eleccions presidencials dels Estats Units de 1996.

## Primers anys
Va nàixer i cresqué en Russell (Kansas) durant la Gran Depressió. Va haver de treballar a una botiga local fins que en 1941 va ingressar en la Universitat de Kansas, on va destacar com atleta.
Però va haver d'interrompre els seus estudis per a participar com soldat en la Segona Guerra Mundial. Va ser greument ferit pels alemanys en el Nord d'Itàlia. Com a conseqüència de les ferides, Dole va romandre tetraplègic durant més d'un any. Després de quasi 40 mesos de convalescència i 7 operacions, va recuperar la mobilitat de les cames i del braç esquerre, però les ferides li van fer perdre un ronyó i la mobilitat del braç dret.
Un cirurgià li va indicar quin era el camí per a un home que carregava amb petjades de la Segona Guerra Mundial: una llicenciatura en Dret i una carrera política. Va reprendre els seus estudis en 1948 atenent la Universitat d'Arizona i en 1952 es va llicenciar en Dret per la Washburn University. Ja dos anys abans havia iniciat la seua carrera política a l'haver estat triat per a l'Assemblea Estatal de Kansas amb només 27 anys. Després de llicenciar-se va ser triat fiscal del comtat de Russell (Kansas) (1952-1960).

## Membre de la Cambra de Representants (1961-1969)
En 1960, aprofitant la seua popularitat com a fiscal del comtat, decidí presentar-se al Congrés pel Partit Republicà dels Estats Units. Va ser elegit membre de la Cambra de Representants dels EUA pel 4t Districte de Kansas. Reelegit en 1962, 1964 i 1966.
En els seus vuit anys com congressista (1961-1969), Bob Dole va exercir de combatiu republicà conservador, amb una activitat molt orientada cap als interessos rurals del seu districte, oposant-se a gran part dels projectes del programa Gran Societat del president Lyndon Johnson. Va votar en contra de l'Economic Opportunity Act i de l'Urban Mass Transportation Act. Per contra, va votar decididament la Civil Rights Act de 1964 i tota la legislació relativa al desenvolupament dels drets civils.

## Senador per Kansas (1969-1996)
En 1968 va ser triat Senador per Kansas, després de la retirada del Senador Frank Carlson. Després d'aquesta primera elecció al Senat, Bob Dole seria reelegit quatre vegades més en 1974, 1980, 1986 i 1992.
Durant les seues quasi tres dècades de servei en el Senat es convertiria en una important figura nacional. Un republicà moderat capaç d'establir ponts amb conservadors i liberals. Va donar programes d'ajuda a discapacitats, i com a representant d'un estat de llarga tradició grangera, va donar ajudes federals per als grangers. Mesures a les quals s'oposaven els més conservadors. Però amb el seu suport infrangible a la Guerra de Vietnam i les seues posicions intransigents en la lluita contra el crim, també es va guanyar la confiança de l'ala dreta republicana.
Va ser un home clau en les relacions de l'Administració Nixon amb el Congrés. Nixon ho va nomenar president del Comitè Nacional Republicà (1971-1973). Des d'eixe càrrec va tenir una participació directa en l'aclaparadora victòria dels republicans en novembre de 1972. També va ser el republicà de més alt rang en el Comitè d'Agricultura del Senat (1975-1978) i en el Comitè de Finances del Senat (1979-1981).

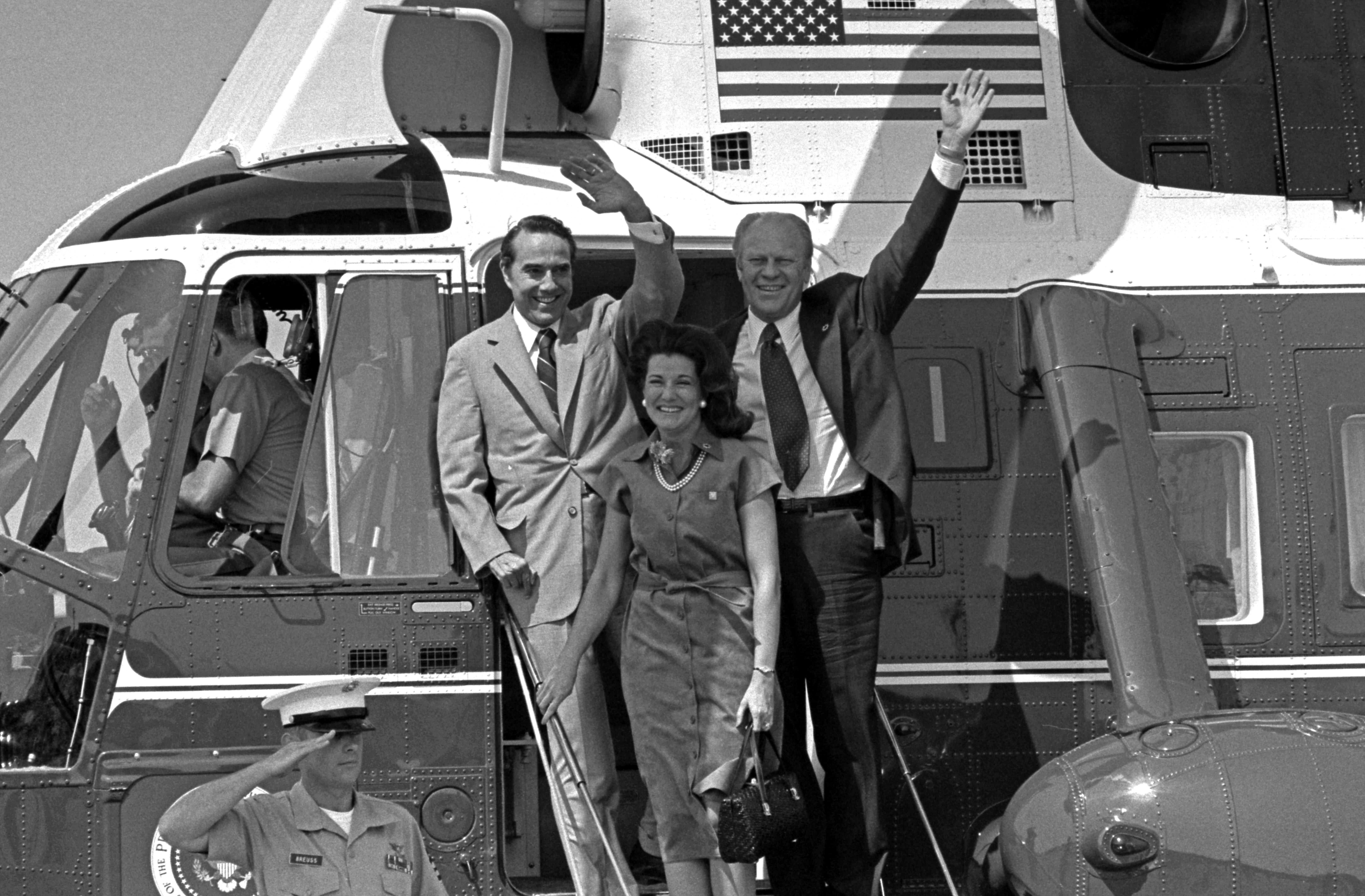
El Senador Dole amb el President Gerald Ford, en 1976.

En 1976 el president Gerald Ford el va seleccionar perquè fóra el seu candidat a la vicepresidència en les presidencials d'aqueix any. Dole hi fou un candidat de consens que resultava acceptable per a les diferents faccions dins del partit. A més aportava el seu bon cartell en els estats agrícoles de l'Oest-mitjà que Ford necessitava si volia guanyar les eleccions. Però finalment la candidatura Ford-Dole va perdre les eleccions per una ajustada diferència de dos punts el 2 de novembre de 1976.
Quan els republicans van prendre el control del Senat després de les eleccions de 1980, Bob Dole es convertí en president del poderós Comitè de Finances del Senat (1981-1985). Va tenir un important paper a fer passar les propostes econòmiques del president Ronald Reagan pel congrés. Conservador fiscal i favorable als pressupostos equilibrats, sempre desconfià de les polítiques dels supply-siders (economistes de l'oferta).
Va ser també membre de la Comissió Nacional per a la Reforma de la Seguretat Social (1983) i de la Comissió Especial Martin Luther King (1984), encarregada d'establir un dia festiu en honor de l'activista afroamericà.
En 1985, després de la retirada del Senador Howard Baker (R - Tennessee), Bob Dole va ser triat nou Líder de la Majoria en el Senat (1985-1987). En aquest càrrec la seua funció va ser tractar de mantenir la disciplina en el vot dels membres del caucus republicà i prendre el lideratge en l'estratègia per a contenir el dany que l'escàndol Iran-Contra podia causar a la presidència de Reagan.
A pesar d'haver donat suport les reformes fiscals de Reagan quan liderava el Comitè de Finances, quan el dèficit va començar a resultar desproporcionat Dole va advocar per una pujada dels impostos. En 1985 va presentar un paquet de mesures encaminat a reduir el dèficit retallant 300,000 milions de dòlars de despesa. El pla va rebre al principi el suport de la Casa Blanca, però després de ser torpedejat en la Cambra de Representants pels supply-siders, liderats pel congressista Jack Kemp (R - Nova York), el president Reagan va retirar el seu suport al pla i aquest va fracassar.
Quan els republicans van perdre la majoria en 1986, Dole va passar a ser Líder de la Minoria en el Senat (1987-1995) i més tard de nou Líder de la Majoria (1995-1996).

## Campanya presidencial de 1988

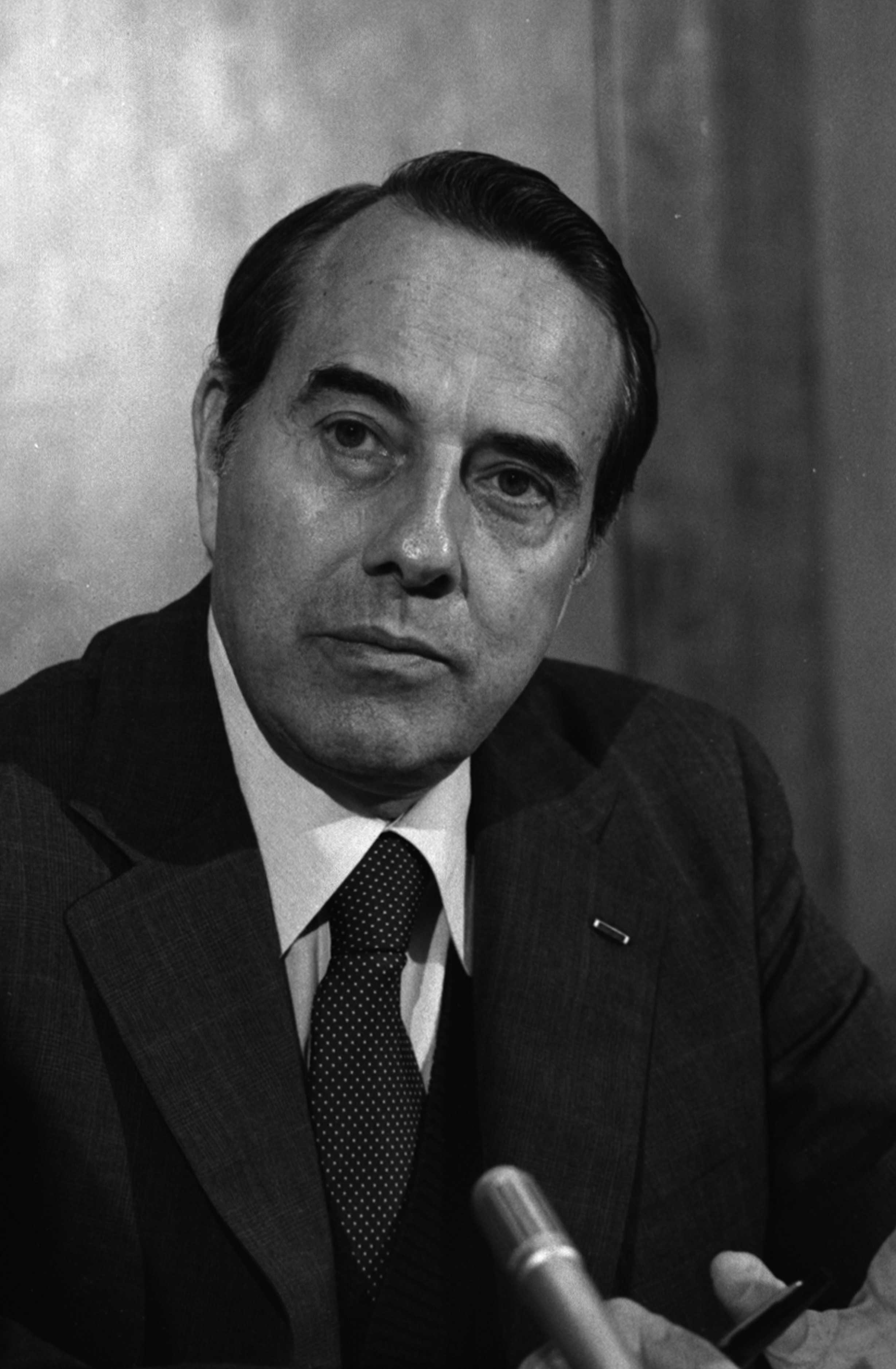
Bob Dole durant el seu període com a Senador, en 1982.

Després d'un primer intent sense massa repercussió en 1980, el senador Bob Dole va presentar la seua candidatura a les eleccions presidencials de 1988. El consens general que, després de vuit intensos anys de presidència de Reagan, el Partit Republicà dels Estats Units havia d'optar en 1988 per elevar a un candidat moderat i vinculat al Congrés, va afavorir les aspiracions de Dole.
L'aparell tradicional aplaudia la seua candidatura al mateix temps que intentava desplaçar als cadells "reaganautes". Així, l'escàndol dels predicadors fonamentalistes en 1987 va ser utilitzat per a desacreditar la campanya presidencial del pastor Pat Robertson, al mateix temps que els desastres econòmics de l'últim any -el dilluns negre de 1987 en Wall Street- es convertien en arma llancívola contra el cada vegada més apagat aspirant presidencial Jack Kemp, considerat durant molts anys com l'hereu natural de Reagan.
En aqueix context, l'únic oponent seriós per a Bob Dole era el vicepresident George Bush. El senador Dole va vèncer amb contundència en el caucus d'Iowa, on Bush va quedar tercer per darrere de Pat Robertson que va ser segon. Després la campanya es va traslladar a New Hampshire, on la batalla entre Dole i Bush seria duríssima.
Bush, que comptava amb el suport del governador de Nou Hampshire, John Sununu, va llançar una sèrie d'anuncis per televisió la setmana anterior a la primària que descrivien a Dole com favorable a les pujades d'impostos. Prometent que ell no apujaria els impostos si fos elegit president, Bush va derrotar a Dole en la primària del 16 de febrer. Eixa mateixa nit, un empipat Bob Dole va concedir una entrevista a la televisió. "Si no haguera estat per la falsa propaganda dels últims tres dies, l'haguera derrotat. Que algú li diga a George Bush que pare de mentir sobre el meu historial" va dir Dole de mal humor.
Els republicans ràpidament van tancar files al voltant del nou front-runner George Bush i la campanya de Dole no va tornar a recuperar-se. Dole va seguir competint, guanyant en el Superdimarts una sèrie d'estats com Minnesota, Nebraska o Dakota del Sud, tots de l'Oest mitjà, però prompte es va retirar per donar suport a George Bush que estava guanyant a la majoria d'estats importants.

## Candidat a la Presidència dels EUA (1996)

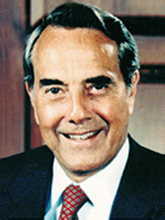
Bob Dole.

El 10 d'abril de 1995, a punt de complir els 72 anys, el senador Bob Dole va anunciar de nou la seua candidatura a la presidència. Aquesta vegada per a les eleccions de 1996. Ho va fer en Topeka, enfront del Capitoli de Kansas. "Tinc l'experiència. He estat provat, provat i provat de moltes maneres. No tinc por de governar, i en sé com fer-lo" van ser les seues paraules.
En aquesta ocasió va ser el favorit entre els republicans des del principi. El seu protagonisme en la folgada victòria del GOP en les eleccions legislatives de 1994 havia revitalitzat la seua ja vella figura. Els seus rivals no semblaven una seriosa amenaça. Pat Buchanan mai havia estat triat per a un càrrec electe; el mateix problema tenia el multimilionari Steve Forbes; l'ex-governador Lamar Alexander, de Tennessee, no era conegut a nivell nacional; el senador Phil Gramm, de Texas, no era prou carismàtic; el governador Pete Wilson, de Califòrnia, havia retirat la seua candidatura per falta de suports; i el General Colin Powell havia descartat presentar-se.
El senador Dole va començar amb una còmoda victòria en Iowa, però poc després Buchanan va donar la campanada guanyant les primàries de New Hampshire i creant-li un autèntic problema a l'aparell del partit reunit entorn de Dole. Van Tornar para Dole els fantasmes del 88, quan una derrota en New Hampshire havia arruïnat la seua campanya. Però en aquesta ocasió no li va costar llevar credibilitat a la candidatura de Buchanan al posar en dubte que aquest poguera ser elegit president en novembre.
Es va assegurar la nominació després de vèncer fàcilment en les primàries del Centre i l'Oest del país, i va dimitir del seu escó en el Senat per a dedicar-se exclusivament a la campanya. Bob Dole va ser confirmat candidat en la Convenció Republicana celebrada en San Diego, acompanyant-li com número dos l'ex-congressista Jack Kemp (R - Nova York). La selecció de Kemp es va deure a la necessitat de Dole d'exaltar les polítiques del "reaganisme" i per a donar credibilitat a la seua promesa electoral de baixar un 15% l'impost sobre la renda, una presa de posició que suposava un gir en la seua carrera política. Una contradicció amb les seues posicions anteriors. Jack Kemp, amb la seua reputació de "guru de l'economia" en els anys de Reagan, exerciria de portaveu perfecte de les propostes econòmiques llançades sense massa entusiasme per Dole amb l'únic objectiu de guanyar vots.
Però el tema de la campanya no van ser les seues retallades d'impostos. Va ser l'educació, la criminalitat, els beneficis socials i el futur. Dole va tractar de dirigir la seua campanya sense massa èxit cap a la classe mitjana de mires curtes i moral domèstica. Va denunciar l'augment de consum de droga entre els adolescents, va atacar la tebiesa de Bill Clinton contra el delicte i fins i tot va parlar de "les famílies que viuen preses en la seua pròpia casa". Però el seu missatge no va arribar bé i de vegades va quedar eclipsat pel d'altres republicans més vigorosos com el president de la Cambra de Representants, New Gingrich.
Dole tenia un discurs pausat, amb cadència de Kansas. Posseïa un agut sentit del que és possible i complible i això ho va diferenciar dels seus parells republicans. Els electors sabien que un govern seu es distingiria per ser més pràctic que revolucionari. Considerat el millor senador dels últims 30 anys, el seu humor i la seua rectitud no dissimulaven la seua falta de carisma enfront d'un Bill Clinton jove que havia assolit reactivar l'economia.
En 1996, el guió bàsic de la campanya es va plantejar com "el desventurat Dole enfront de l'irresistible Clinton". Però quan cap al final del procés, eixe esquema va quedar parcialment eclipsat per les informacions sobre donatius d'origen dubtós a favor de Clinton, va ser el president el qual es va trobar en un destret i qui va patir una relliscada. Però el repunt de Dole en les últimes setmanes de campanya va fer massa tard, pel que en les eleccions presidencials del 5 de novembre de 1996 Clinton va ser el guanyador, obtenint 47.400.125 vots populars equivalents al 49,23% del total dels sufragis i vencent en 31 Estats i el Districte de Colúmbia. Bob Dole va assolir 39.198.755 vots populars, que equivalien al 40,72% del total i guanyà en 19 Estats del Sud, Centre i Oest. Ross Perot, que es va presentar com independent, va obtenir 8.085.402 vots populars, equivalents al 8,40% dels sufragis emesos; Ralph Nader, candidat del Partit Verd, va obtenir 685.297 vots populars que equivalien al 0,71%. Harry Browne del Partit Llibertari va obtenir 485.798 vots populars, un 0,50%; i altres candidats minoritaris van sumar 420.024 vots populars, un 0,44%. En el Col·legi Electoral, Clinton va obtenir 379 Electors i Dole va tenir 159 Electors.